# موت السوشي (فلم)
موت السوشي (بالإنجليزية: Dead Sushi) (باليابانية: デッド寿司) ، هي فيلم ياباني من نوع كوميديا الرعب، أنتجت بتاريخ 22 يوليو عام 2012م.

## قصة
كان زعيم العصابة الذي ظل متشرداً وهو عالم خطير، يقوم بتحويل بعض الفيروسات لطعام السوشي، بينما كانت كيكو (رينا تاكيدا بطلة الفيلم) تذهب إلى الفندق بغرض بحث عن لقمة العيش، ووقع أعضاء العصابة وقلة من عاملي الفندق في الفخ، عندما تمكن المتشرد بوضع الفيروسات الغريبة على أطعمة سوشي اليابانية الشهيرة، ووقعوا جميعاً في الفخ.

## وصلات خارجية
- الموقع الرسمي
 (باليابانية)
- مقالات تستعمل روابط فنية بلا صلة مع ويكي بيانات